# グレートローマン
グレートローマン(Great Roman)とは日本の競走馬、種牡馬。主な勝ち鞍に1984年の新潟ダービー、新潟皐月賞、1986年の名古屋大賞典、東海菊花賞など。

## 戦績
- 特記事項なき場合、本節の出典はJBISサーチ[3]

3歳時の1983年に旧・公営新潟県競馬でデビューし、新潟ジュニアカップ優勝を含めて10戦6勝の成績を挙げる。4歳となった1984年は10戦して新潟皐月賞、新潟ダービーを含めた勝ち星を挙げ、東北優駿でも岩手のカウンテスアップの2着に入る。のち愛知に移籍。新潟所属時の戦績は19戦13勝、「新潟の星」と呼ばれた。
愛知移籍後、1985年は6勝を挙げ、重賞も4月にダイヤモンド特別、8月にサマーハンデキャップを制した。1986年は年初から新春グランプリを制し、9月28日の東海キングで2着になった以外はすべて勝利。重賞も新春グランプリのほか4月笠松競馬場の東海大賞典、11月の東海菊花賞、12月の名古屋大賞典を勝って、名古屋大賞典が最後の競馬となった。

## 引退後
引退後は種牡馬となり、2001年のシーズンまで供用されて血統登録頭数150頭、出走頭数はそのうちの123頭を記録した。

### 主な産駒
- ボナンザーローマン（北國王冠）[7]
- エールランナー（秋の鞍）[8]
- オーシャンキング: アングロアラブ、兵庫2勝ながら馬体の良さを買われ、宮内庁御料牧場で種牡馬入り。2021年まで供用され、同年死亡。[9]

## 血統表
| グレートローマンの血統                             | グレートローマンの血統                                                | グレートローマンの血統                                                | （血統表の出典）                                                      | （血統表の出典） |
| 父系                                               | ネヴァーベンド系                                                      | ネヴァーベンド系                                                      | ネヴァーベンド系                                                      | [ § 2 ]          |
| 父 *ブレイヴェストローマン Bravest Roman 1972 鹿毛 | 父の父Never Bend 1960 鹿毛                                            | Nasrullah                                                             | Nearco                                                                | Nearco           |
| 父 *ブレイヴェストローマン Bravest Roman 1972 鹿毛 | 父の父Never Bend 1960 鹿毛                                            | Nasrullah                                                             | Mumtaz Begum                                                          |                  |
| 父 *ブレイヴェストローマン Bravest Roman 1972 鹿毛 | 父の父Never Bend 1960 鹿毛                                            | Lalun                                                                 | Djeddah                                                               | Djeddah          |
| 父 *ブレイヴェストローマン Bravest Roman 1972 鹿毛 | 父の父Never Bend 1960 鹿毛                                            | Lalun                                                                 | Be Faithful                                                           |                  |
| 父 *ブレイヴェストローマン Bravest Roman 1972 鹿毛 | 父の母Roman Song 1955 鹿毛                                            | Roman                                                                 | Sir Gallahad                                                          | Sir Gallahad     |
| 父 *ブレイヴェストローマン Bravest Roman 1972 鹿毛 | 父の母Roman Song 1955 鹿毛                                            | Roman                                                                 | Buckup                                                                |                  |
| 父 *ブレイヴェストローマン Bravest Roman 1972 鹿毛 | 父の母Roman Song 1955 鹿毛                                            | Quiz Song                                                             | Sun Again                                                             | Sun Again        |
| 父 *ブレイヴェストローマン Bravest Roman 1972 鹿毛 | 父の母Roman Song 1955 鹿毛                                            | Quiz Song                                                             | Clever Song                                                           |                  |
| 母 エイコーリーブス 1970 栃栗毛                    | 母の父*ネヴアービート Never Beat 1960 栃栗毛                          | Never Say Die                                                         | Nasrullah                                                             | Nasrullah        |
| 母 エイコーリーブス 1970 栃栗毛                    | 母の父*ネヴアービート Never Beat 1960 栃栗毛                          | Never Say Die                                                         | Singing Grass                                                         |                  |
| 母 エイコーリーブス 1970 栃栗毛                    | 母の父*ネヴアービート Never Beat 1960 栃栗毛                          | Bride Elect                                                           | Big Game                                                              | Big Game         |
| 母 エイコーリーブス 1970 栃栗毛                    | 母の父*ネヴアービート Never Beat 1960 栃栗毛                          | Bride Elect                                                           | Netherton Maid                                                        |                  |
| 母 エイコーリーブス 1970 栃栗毛                    | 母の母*ハイマインデツド 1963 栗毛                                     | Right Royal                                                           | Owen Tudor                                                            | Owen Tudor       |
| 母 エイコーリーブス 1970 栃栗毛                    | 母の母*ハイマインデツド 1963 栗毛                                     | Right Royal                                                           | Bastia                                                                |                  |
| 母 エイコーリーブス 1970 栃栗毛                    | 母の母*ハイマインデツド 1963 栗毛                                     | Equation                                                              | Fair Trial                                                            | Fair Trial       |
| 母 エイコーリーブス 1970 栃栗毛                    | 母の母*ハイマインデツド 1963 栗毛                                     | Equation                                                              | Algebra                                                               |                  |
| 母系(F-No.)                                        | ハイマインデツド(GB)系(FN:1-g)                                        | ハイマインデツド(GB)系(FN:1-g)                                        | ハイマインデツド(GB)系(FN:1-g)                                        | [ § 3 ]          |
| 5代内の近親交配                                    | Nasrullah 3×4=18.75%、Nearco 4×5・5=12.50%、Pharos・Fairway 5×5=6.25% | Nasrullah 3×4=18.75%、Nearco 4×5・5=12.50%、Pharos・Fairway 5×5=6.25% | Nasrullah 3×4=18.75%、Nearco 4×5・5=12.50%、Pharos・Fairway 5×5=6.25% | [ § 4 ]          |
| 出典                                               | 1. 2. 3. 4.                                                           | 1. 2. 3. 4.                                                           | 1. 2. 3. 4.                                                           | 1. 2. 3. 4.      |